# Poxoréo
Poxoréo este un oraș în Mato Grosso (MT), Brazilia.